# Hugues Miorin
Hugues Miorin (Fumel, 30 ottobre 1968) è un ex rugbista a 15, allenatore di rugby a 15, dirigente d'azienda e imprenditore francese, per 15 stagioni seconda linea del Tolosa.

## Biografia
Seconda linea, proveniente dall'US Fumel, squadra della città del Lot e Garonna di cui è nativo, a 19 anni Miorin fu ingaggiato dal Tolosa; con il prestigioso club, in 15 stagioni vinse 7 titoli di campione di Francia e uno d'Europa (1996), inframmezzando la sua attività di rugbista a quella di dirigente di un'impresa di informatica.
Esordì in Nazionale nel 1996 contro la Romania e fece parte della squadra che cedette in finale di Coppa FIRA 1995/97 all'Italia (32-40) a Grenoble; vinse il Cinque Nazioni 1997 con il Grande Slam e partecipò anche alla prima edizione a sei del torneo, nel 2000, anno in cui disputò la sua ultima gara internazionale, di nuovo contro la Romania.
Trasferitosi nel 2002 al Colomiers, in tale club Miorin smise la carriera agonistica e avviò quella tecnica, conducendo la squadra in coppia con Jean-Luc Sadourny; nel 2005 prese la conduzione tecnica del suo club originario, il Fumel.
Miorin, appassionato di caccia, gestisce anche un soggiorno alberghiero in Argentina, nella provincia di Entre Ríos, destinato soprattutto a chi si reca in quei luoghi per l'attività venatoria o anche per la pesca.

## Palmarès
- Campionati francesi: 7
Tolosa: 1988/89, 1993/94, 1994/95, 1995/96, 1996/97, 1998/99, 2000/01
- Coppe di Francia: 1
Tolosa: 1987/88
- Heineken Cup: 1
Tolosa: 1995/96